# نقل (قرية)
نقل هي قرية في مقاطعة سميرم، إيران. عدد سكان هذه القرية هو 315 في سنة 2006.